# Španělská synagoga
Španělská synagoga (původně Templ v Dušní ulici) je nejmladší synagogou v tzv. židovském městě na pražském Josefově. Byla postavena v maurském slohu. Nachází se v Dušní ulici v sousedství kostela sv. Ducha a parčíku s pomníkem Franze Kafky od Jaroslava Róny. V současnosti je spravována Židovským muzeem v Praze.

## Historie

Východní stěna Španělské synagogy

Na místě nynější synagogy dříve stávala pravděpodobně nejstarší pražská synagoga, známá jako Stará škola (Altschul). Protože v druhé polovině 19. století již nedostačovala svou kapacitou potřebám reformní židovské obce, která ji tehdy využívala, byla roku 1867 stržena a již o rok později nahrazena Španělskou synagogou, která za své jméno vděčí zřejmě maurskému slohu, v němž je vystavěna. Tento sloh byl používán ve středověku na území Španělska. Nicméně toto označení je spíše novější, ve starších zdrojích je běžně označována jako „Geistgasse-Tempel“, neboli „Templ v Dušní ulici“. Plány vypracovali architekti Vojtěch Ignác Ullmann a Josef Niklas (interiéry). Výstavba samotná byla svěřena staviteli Janu Bělskému.
V roce 1935 byla k synagoze přistavěna podle projektu architekta Karla Pecánka funkcionalistická budova, která do druhé světové války sloužila jako nemocnice. Synagoga zde měla vestibul a zimní modlitebnu. V této podobě pak synagoga zůstala prakticky nezměněna až dodnes.
Během druhé světové války sloužila synagoga jako skladiště zabavených synagogálních předmětů z českých židovských obcí. Státní židovské muzeum ji získalo do péče v roce 1955, v letech 1958–1959 proběhla celková rekonstrukce interiéru a o rok později zde byla otevřena expozice synagogálního textilu. Od 70. let byla synagoga zanedbávána a v roce 1982 uzavřena. Rekonstrukce mohla započít až po roce 1989 a v devadesátých letech 20. století byla Španělská synagoga opravena. Od roku 1998, kdy byla slavnostně otevřena po kompletní rekonstrukci, se zde nachází expozice Židovského muzea v Praze, které budovu dnes spravuje a v bloku budov přiléhajících k synagoze má též své ústředí, knihovnu a depozitáře.

## Architektura

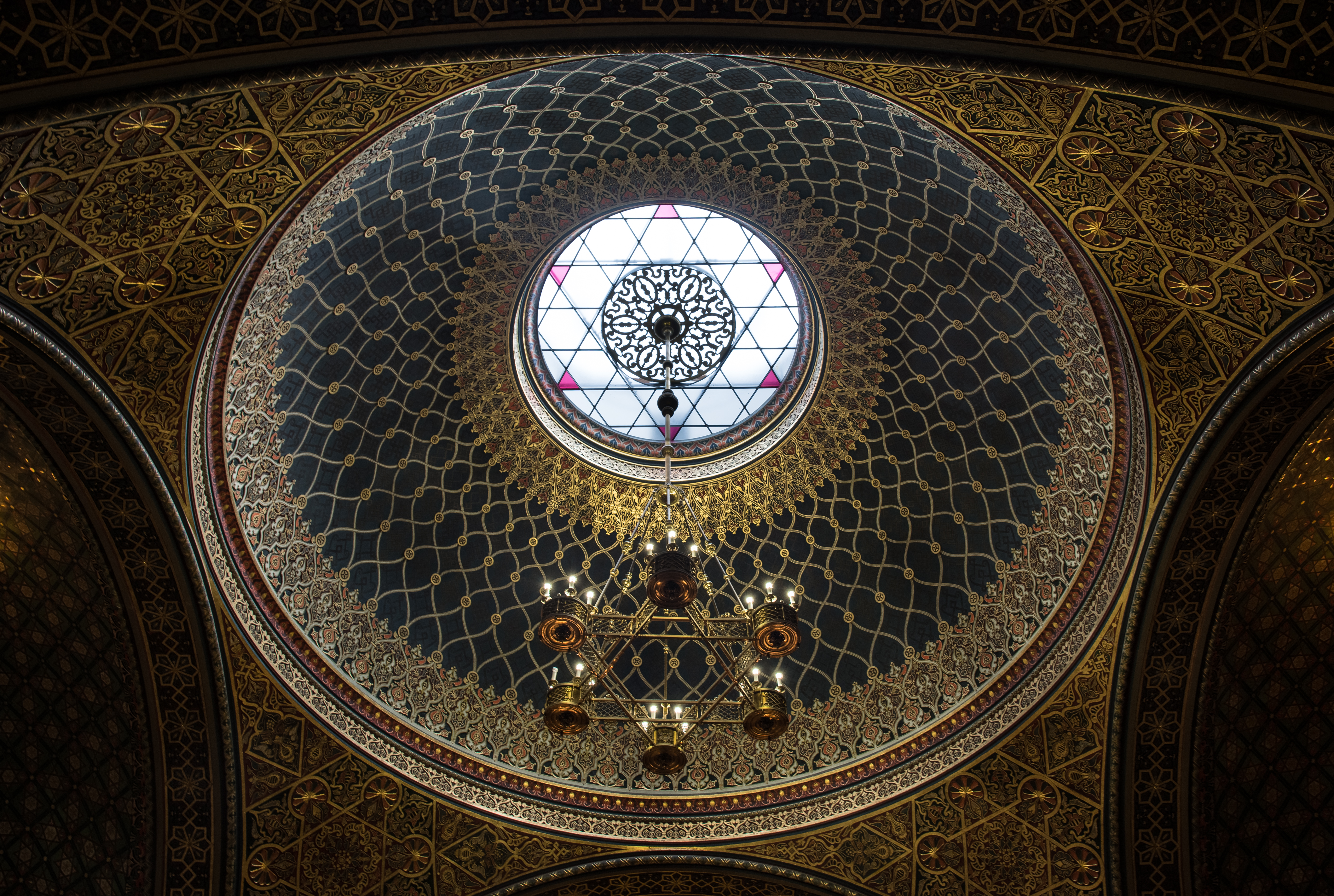
Kupole Španělské synagogy

Předlohou pro stavbu se stal o deset let starší vídeňský Leopoldstädter Tempel. Jednopatrová budova vlastní synagogy má čtvercový půdorys. Hlavní sál s kopulí nad ústředním prostorem obklopují ze tří stran vestavěné galerie. Na jižní galerii jsou umístěny varhany. Ve východní stěně synagogy se nachází kruhové okno s vitráží v podobě šesticípé hvězdy (z let 1882–1883) a Aron ha-kodeš. Výrazným prvkem interiéru je štuková zlacená a polychromovaná arabeska, která se inspiruje islámským dekorativním uměním a architekturou. Vznikla v letech 1882–1893 podle návrhu Antonína Bauma a Bedřicha Münzbergera.
Synagoga je rozvržena jako reformní, tj. bima je přímo u aronu na východní stěně, nikoli uprostřed, jako je tomu v tradičních synagogách, a pult, na kterém se během bohoslužeb četl svitek Tóry, je obrácen čelem k sálu, nikoli směrem k aronu. Aron, který je stylizován do podoby mihrábu, dnes nemá parochet, ačkoli na některých dřívějších vyobrazeních je parochet vidět. Věřící sedí v lavicích, které jsou uspořádané v řadách podobně jako v kostele. Současné lavice ovšem nejsou původní.

## Současnost
V současné době se v synagoze nachází expozice Židovského muzea v Praze, představující historii Židů v Čechách a na Moravě od josefínských reforem (tj. počátku židovské emancipace v Českých zemích) až do 20. století (to ostatně dobře koresponduje s původním sepětím synagogy s reformní židovskou obcí). Součástí expozice je výstava stříbrných předmětů z českých a moravských synagog umístěná v někdejší zimní modlitebně, v galerii Roberta Guttmanna v zadním traktu budovy bývalé nemocnice se konají krátkodobé výstavy s židovskou tematikou. Pořádají se zde také koncerty vážné hudby.

## Zajímavosti
- Navzdory rozšířené domněnce, Španělská synagoga (a ani žádná jiná synagoga v českých zemích) nikdy nesloužila jako synagoga pro sefardskou obec (žádná taková na území České republiky nikdy neexistovala) ani zde neprobíhaly bohoslužby podle sefardského ritu.
- Synagoga v Příbrami, stržená roku 1969, byla zmenšenou napodobeninou pražské Španělské synagogy.